# Agrilus hualpaii
Agrilus hualpaii är en skalbaggsart som beskrevs av Knull 1939. Agrilus hualpaii ingår i släktet Agrilus och familjen praktbaggar. Inga underarter finns listade i Catalogue of Life.